# Радужные птицы
Радужные птицы (лат. Pardalotus) — род воробьиных птиц, обитающих в Австралии и Тасмании. Международный союз орнитологов относит его к монотипичному семейству Pardalotidae. 

## Виды
Международный союз орнитологов относит к роду 4 вида птиц:
- Леопардовая радужная птица (Pardalotus punctatus)[2]
- Тасманийская радужная птица (Pardalotus quadragintus)
- Краснобровая радужная птица (Pardalotus rubricatus)
- Полосатая радужная птица (Pardalotus striatus)